# Kvalifikace na Mistrovství světa ve fotbale 2022 (UEFA) – skupina H
Skupina H kvalifikace na Mistrovství světa ve fotbale 2022 je jednou z 9 evropských kvalifikačních skupin na tento šampionát. Postup na závěrečný turnaj si zajistí vítěz skupiny. Osm nejlepších týmů na druhých místech ze všech skupin bude hrát baráž, zatímco nejhorší tým na druhých místech přímo vypadne.

## Tabulka
| Tým        | Z  | V | R | P | VG | IG | +/- | B  | výsledek          |
| ---------- | -- | - | - | - | -- | -- | --- | -- | ----------------- |
| Chorvatsko | 10 | 7 | 2 | 1 | 21 | 4  | +17 | 23 | postup na MS 2022 |
| Rusko      | 10 | 7 | 1 | 2 | 19 | 6  | +13 | 22 | postup do baráže  |
| Slovensko  | 10 | 3 | 5 | 2 | 17 | 10 | +7  | 14 |                   |
| Slovinsko  | 10 | 4 | 2 | 4 | 13 | 12 | +1  | 14 |                   |
| Kypr       | 10 | 1 | 2 | 7 | 4  | 21 | −17 | 5  |                   |
| Malta      | 10 | 1 | 2 | 7 | 9  | 30 | −21 | 5  |                   |

## Zápasy
| 24. března 2021 20:45 |                             |           |                                                                                 |
| Kypr                  | 0 : 0                       | Slovensko | GSP Stadium, Nikósie diváci: 0 rozhodčí: Aleksandar Stavrev (Severní Makedonie) |
|                       | Report (FIFA) Report (UEFA) |           | GSP Stadium, Nikósie diváci: 0 rozhodčí: Aleksandar Stavrev (Severní Makedonie) |

| 24. března 2021 20:45 |                             |                                      |                                                                                  |
| Malta                 | 1 : 3                       | Rusko                                | Národní stadion Ta' Qali, Ta' Qali diváci: 0 rozhodčí: Peter Kjaesgaard (Dánsko) |
| Mbong 56'             | Report (FIFA) Report (UEFA) | Dzjuba 23' Fernandes 35' Sobolev 90' | Národní stadion Ta' Qali, Ta' Qali diváci: 0 rozhodčí: Peter Kjaesgaard (Dánsko) |

| 24. března 2021 20:45 |                             |            |                                                                             |
| Slovinsko             | 1 : 0                       | Chorvatsko | Stožice Stadium, Lublaň diváci: 0 rozhodčí: Antonio Mateu Lahoz (Španělsko) |
| Lovrić 15'            | Report (FIFA) Report (UEFA) |            | Stožice Stadium, Lublaň diváci: 0 rozhodčí: Antonio Mateu Lahoz (Španělsko) |

| 27. března 2021 15:00 |                             |            |                                                                                |
| Rusko                 | 2 : 1                       | Slovinsko  | Olympijský stadion Fišt, Soči diváci: 13.008 rozhodčí: Marco Di Bello (Itálie) |
| Dzjuba 26', 35'       | Report (FIFA) Report (UEFA) | Iličić 36' | Olympijský stadion Fišt, Soči diváci: 13.008 rozhodčí: Marco Di Bello (Itálie) |

| 27. března 2021 18:00 |                             |      |                                                                       |
| Chorvatsko            | 1 : 0                       | Kypr | Stadion Rujevica, Rijeka diváci: 0 rozhodčí: Kristo Tohver (Estonsko) |
| Pašalić 40'           | Report (FIFA) Report (UEFA) |      | Stadion Rujevica, Rijeka diváci: 0 rozhodčí: Kristo Tohver (Estonsko) |

| 27. března 2021 20:45    |                             |                          |                                                                                   |
| Slovensko                | 2 : 2                       | Malta                    | Štadión Antona Malatinského, Trnava diváci: 0 rozhodčí: Harald Lechner (Rakousko) |
| Strelec 49' Škriniar 53' | Report (FIFA) Report (UEFA) | Gambin 16' Satariano 20' | Štadión Antona Malatinského, Trnava diváci: 0 rozhodčí: Harald Lechner (Rakousko) |

| 30. března 2021 18:00 |                             |           |                                                                   |
| Kypr                  | 1–0                         | Slovinsko | GSP Stadium, Nikósie diváci: 0 rozhodčí: Andreas Ekberg (Švédsko) |
| Pittas 42'            | Report (FIFA) Report (UEFA) |           | GSP Stadium, Nikósie diváci: 0 rozhodčí: Andreas Ekberg (Švédsko) |

| 30. března 2021 20:45                     |                             |       |                                                                         |
| Chorvatsko                                | 3–0                         | Malta | Stadion Rujevica, Rijeka diváci: 0 rozhodčí: Lionel Tschudi (Švýcarsko) |
| Perišić 62' Modrić 76' (pen.) Brekalo 90' | Report (FIFA) Report (UEFA) |       | Stadion Rujevica, Rijeka diváci: 0 rozhodčí: Lionel Tschudi (Švýcarsko) |

| 30. března 2021 20:45 |                             |               |                                                                                             |
| Slovensko             | 2–1                         | Rusko         | Štadión Antona Malatinského, Trnava diváci: 0 rozhodčí: Carlos del Cerro Grande (Španělsko) |
| Škriniar 38' Mak 74'  | Report (FIFA) Report (UEFA) | Fernandes 71' | Štadión Antona Malatinského, Trnava diváci: 0 rozhodčí: Carlos del Cerro Grande (Španělsko) |

| 1. září 2021 20:45           |                             |      |                                                                                   |
| Malta                        | 3–0                         | Kypr | Národní stadion Ta' Qali, Ta' Qali diváci: 2.686 rozhodčí: Fabio Maresca (Itálie) |
| Attard 44', 54' J. Mbong 46' | Report (FIFA) Report (UEFA) |      | Národní stadion Ta' Qali, Ta' Qali diváci: 2.686 rozhodčí: Fabio Maresca (Itálie) |

| 1. září 2021 20:45 |                             |            |                                                                            |
| Rusko              | 0–0                         | Chorvatsko | Stadion Lužniki, Moskva diváci: 18.708 rozhodčí: Roi Reinshreiber (Izrael) |
|                    | Report (FIFA) Report (UEFA) |            | Stadion Lužniki, Moskva diváci: 18.708 rozhodčí: Roi Reinshreiber (Izrael) |

| 1. září 2021 20:45 |                             |             |                                                                          |
| Slovinsko          | 1–1                         | Slovensko   | Stožice Stadium, Lublaň diváci: 4.034 rozhodčí: István Kovács (Rumunsko) |
| Stojanović 42'     | Report (FIFA) Report (UEFA) | Boženík 32' | Stožice Stadium, Lublaň diváci: 4.034 rozhodčí: István Kovács (Rumunsko) |

| 4. září 2021 15:00 |                             |                              |                                                                                        |
| Kypr               | 0–2                         | Rusko                        | GSP Stadium, Nikósie diváci: 1.645 rozhodčí: Alejandro Hernández Hernández (Španělsko) |
|                    | Report (FIFA) Report (UEFA) | Jerochin 6' Žemaletdinov 55' | GSP Stadium, Nikósie diváci: 1.645 rozhodčí: Alejandro Hernández Hernández (Španělsko) |

| 4. září 2021 18:00 |                             |       |                                                                             |
| Slovinsko          | 1–0                         | Malta | Stožice Stadium, Lublaň diváci: 4.571 rozhodčí: Andris Treimanis (Lotyšsko) |
| Lovrić 45' (pen.)  | Report (FIFA) Report (UEFA) |       | Stožice Stadium, Lublaň diváci: 4.571 rozhodčí: Andris Treimanis (Lotyšsko) |

| 4. září 2021 20:45 |                             |              |                                                                              |
| Slovensko          | 0–1                         | Chorvatsko   | Tehelné pole, Bratislava diváci: 9.047 rozhodčí: Bartosz Frankowski (Polsko) |
|                    | Report (FIFA) Report (UEFA) | Brozović 86' | Tehelné pole, Bratislava diváci: 9.047 rozhodčí: Bartosz Frankowski (Polsko) |

| 7. září 2021 20:45                  |                             |           |                                                                         |
| Chorvatsko                          | 3–0                         | Slovinsko | Stadion Poljud, Split diváci: 16.237 rozhodčí: Clément Turpin (Francie) |
| Livaja 33' Pašalić 66' Vlašić 90+4' | Report (FIFA) Report (UEFA) |           | Stadion Poljud, Split diváci: 16.237 rozhodčí: Clément Turpin (Francie) |

| 7. září 2021 20:45            |                             |       |                                                                         |
| Rusko                         | 2–0                         | Malta | Otkrytije Arena, Moskva diváci: 10.508 rozhodčí: Ali Palabıyık (Tursko) |
| Smolov 10' Bakajev 84' (pen.) | Report (FIFA) Report (UEFA) |       | Otkrytije Arena, Moskva diváci: 10.508 rozhodčí: Ali Palabıyık (Tursko) |

| 7. září 2021 20:45        |                             |      |                                                                               |
| Slovensko                 | 2–0                         | Kypr | Tehelné pole, Bratislava diváci: 6.762 rozhodčí: Aliyar Aghayev (Ázerbájdžán) |
| Schranz 55' Koscelník 77' | Report (FIFA) Report (UEFA) |      | Tehelné pole, Bratislava diváci: 6.762 rozhodčí: Aliyar Aghayev (Ázerbájdžán) |

| 8. října 2021 20:45 |                             |                                         |                                                                                           |
| Kypr                | 0–3                         | Chorvatsko                              | AEK Arena – Georgios Karapatakis, Nikósie diváci: 2.333 rozhodčí: Michael Oliver (Anglie) |
|                     | Report (FIFA) Report (UEFA) | Perišić 45+2' Gvardiol 80' Livaja 90+2' | AEK Arena – Georgios Karapatakis, Nikósie diváci: 2.333 rozhodčí: Michael Oliver (Anglie) |

| 8. října 2021 20:45 |                             |                                      |                                                                                           |
| Malta               | 0–4                         | Slovinsko                            | Národní stadion Ta' Qali, Ta' Qali diváci: 3.967 rozhodčí: Anastasios Sidiropulos (Řecko) |
|                     | Report (FIFA) Report (UEFA) | Iličić 27', 60' Šporar 49' Šeško 67' | Národní stadion Ta' Qali, Ta' Qali diváci: 3.967 rozhodčí: Anastasios Sidiropulos (Řecko) |

| 8. října 2021 20:45 |                             |           |                                                                            |
| Rusko               | 1–0                         | Slovensko | Kazaň Arena, Kazaň diváci: 9.588 rozhodčí: Antonio Mateu Lahoz (Španělsko) |
| Škriniar 24' (vl.)  | Report (FIFA) Report (UEFA) |           | Kazaň Arena, Kazaň diváci: 9.588 rozhodčí: Antonio Mateu Lahoz (Španělsko) |

| 11. října 2021 20:45    |                             |                          |                                                                               |
| Chorvatsko              | 2–2                         | Slovensko                | Stadion Gradski vrt, Osijek diváci: 9.926 rozhodčí: Ovidiu Hațegan (Rumunsko) |
| Kramarić 25' Modrić 71' | Report (FIFA) Report (UEFA) | Schranz 20' Haraslín 45' | Stadion Gradski vrt, Osijek diváci: 9.926 rozhodčí: Ovidiu Hațegan (Rumunsko) |

| 11. října 2021 20:45   |                             |                                |                                                                                              |
| Kypr                   | 2–2                         | Malta                          | AEK Arena – Georgios Karapatakis, Nikósie diváci: 1.405 rozhodčí: Dennis Higler (Nizozemsko) |
| Papulis 7' Sotiriu 80' | Report (FIFA) Report (UEFA) | Z. Muscat 53' Degabriele 90+8' | AEK Arena – Georgios Karapatakis, Nikósie diváci: 1.405 rozhodčí: Dennis Higler (Nizozemsko) |

| 11. října 2021 20:45 |                             |                         |                                                                              |
| Slovinsko            | 1–2                         | Rusko                   | Ljudski vrt, Maribor diváci: 6.524 rozhodčí: Artur Soares Dias (Portugalsko) |
| Iličić 40'           | Report (FIFA) Report (UEFA) | Divejev 28' Džikija 32' | Ljudski vrt, Maribor diváci: 6.524 rozhodčí: Artur Soares Dias (Portugalsko) |

| 11. listopadu 2021 18:00                                             |                             |      |                                                                                   |
| Rusko                                                                | 6–0                         | Kypr | Krestovskij stadion, Petrohrad diváci: 10.108 rozhodčí: Daniel Stefański (Polsko) |
| Jerochin 4', 87' Smolov 55' Mostovoj 56' Sutormin 62' Zabolotnyj 82' | Report (FIFA) Report (UEFA) |      | Krestovskij stadion, Petrohrad diváci: 10.108 rozhodčí: Daniel Stefański (Polsko) |

| 11. listopadu 2021 20:45 |                             |                                                                                |                                                                                    |
| Malta                    | 1–7                         | Chorvatsko                                                                     | Národní stadion Ta' Qali, Ta' Qali diváci: 4.581 rozhodčí: Deniz Aytekin (Německo) |
| Brozović 31' (vl.)       | Report (FIFA) Report (UEFA) | Perišić 6' Ćaleta-Car 22' Pašalić 39' Modrić 45+1' Majer 47', 64' Kramarić 53' | Národní stadion Ta' Qali, Ta' Qali diváci: 4.581 rozhodčí: Deniz Aytekin (Německo) |

| 11. listopadu 2021 20:45    |                             |                     |                                                                                         |
| Slovensko                   | 2–2                         | Slovinsko           | Štadión Antona Malatinského, Trnava diváci: 2.726 rozhodčí: Mattias Gestranius (Finsko) |
| Duda 58' (pen.) Strelec 74' | Report (FIFA) Report (UEFA) | Zajc 18' Mevlja 62' | Štadión Antona Malatinského, Trnava diváci: 2.726 rozhodčí: Mattias Gestranius (Finsko) |

| 14. listopadu 2021 15:00 |                             |       |                                                                            |
| Chorvatsko               | 1–0                         | Rusko | Stadion Poljud, Split diváci: 30.257 rozhodčí: Danny Makkelie (Nizozemsko) |
| Kudrjašov 81' (vl.)      | Report (FIFA) Report (UEFA) |       | Stadion Poljud, Split diváci: 30.257 rozhodčí: Danny Makkelie (Nizozemsko) |

| 14. listopadu 2021 15:00 |                             |                                               |                                                                                    |
| Malta                    | 0–6                         | Slovensko                                     | Národní stadion Ta' Qali, Ta' Qali diváci: 3.293 rozhodčí: Fran Jović (Chorvatsko) |
|                          | Report (FIFA) Report (UEFA) | Rusnák 6', 16' Duda 8', 69', 80' De Marco 72' | Národní stadion Ta' Qali, Ta' Qali diváci: 3.293 rozhodčí: Fran Jović (Chorvatsko) |

| 14. listopadu 2021 15:00  |                             |              |                                                                       |
| Slovinsko                 | 2–1                         | Kypr         | Stožice Stadium, Lublaň diváci: 5.177 rozhodčí: Sergej Ivanov (Rusko) |
| Zajc 48' Gnezda Čerin 84' | Report (FIFA) Report (UEFA) | Kakullis 89' | Stožice Stadium, Lublaň diváci: 5.177 rozhodčí: Sergej Ivanov (Rusko) |

## Střelci branek
Střelci 4 branek
- Slovensko Ondrej Duda
- Slovinsko Josip Iličić

Střelci 3 branek
- Chorvatsko Luka Modrić
- Chorvatsko Mario Pašalić
- Chorvatsko Ivan Perišić
- Rusko Arťom Dzjuba
- Rusko Alexandr Jerochin

Střelci 2 branek
- Chorvatsko Andrej Kramarić
- Chorvatsko Marko Livaja
- Chorvatsko Lovro Majer
- Malta Cain Attard
- Malta Joseph Mbong
- Rusko Mário Fernandes
- Rusko Fjodor Smolov
- Slovensko Albert Rusnák
- Slovensko Ivan Schranz
- Slovensko Milan Škriniar
- Slovensko David Strelec
- Slovinsko Sandi Lovrić
- Slovinsko Miha Zajc

Střelci 1 branky
- Chorvatsko Josip Brekalo
- Chorvatsko Marcelo Brozović
- Chorvatsko Duje Ćaleta-Car
- Chorvatsko Joško Gvardiol
- Chorvatsko Nikola Vlašić
- Kypr Andronikos Kakulis
- Kypr Fotios Papulis
- Kypr Ioannis Pittas
- Kypr Pieros Sotiriu
- Malta Jurgen Degabriele
- Malta Luke Gambin
- Malta Zach Muscat
- Malta Alexander Satariano
- Rusko Zelimchan Bakajev
- Rusko Igor Divejev
- Rusko Georgij Džikija
- Rusko Andrej Mostovoj
- Rusko Alexandr Sobolev
- Rusko Alexej Sutormin
- Rusko Anton Zabolotnyj
- Rusko Rifat Žemaletdinov
- Slovensko Róbert Boženík
- Slovensko Vernon De Marco
- Slovensko Lukáš Haraslín
- Slovensko Martin Koscelník
- Slovensko Róbert Mak
- Slovinsko Adam Gnezda Čerin
- Slovinsko Miha Mevlja
- Slovinsko Benjamin Šeško
- Slovinsko Andraž Šporar
- Slovinsko Petar Stojanović

Vlastní branka
- Chorvatsko Marcelo Brozović (proti Maltě)
- Rusko Fjodor Kudrjašov (proti Chorvatsku)
- Slovensko Milan Škriniar (proti Rusku)